# Barri de la Torrassa
La Torrassa és un barri de l'Hospitalet de Llobregat (Barcelonès) que forma part del districte II de la ciutat juntament amb Collblanc. El barri deu el seu nom al castell de Bellvís, una casa forta dels segles xii-xiii.
Limita amb els barris de Santa Eulàlia i Sant Josep pel sud, amb Collblanc al nord, amb les Planes per l'oest i amb el barri barceloní de Sants-Badal per l'est. La línia de ferrocarril de RENFE i la del metro va separar aquest barri del de Santa Eulàli fins que l'any 1935, sent l'alcalde de l'Hospitalet en Josep Jordà, es va construir un pont, amb el nom de Pont d'en Jordà. Popularment, des de la seva inauguració es coneix com Pont del Metro.
Dins del barri de la Torrassa es troba el quilòmetre quadrat amb la densitat de població més alta d'Europaː 26.586 habitants en 1 km².
La seva estreta vinculació amb Collblanc ha fet que el desenvolupament de la història i esdeveniments d'ambdós siguin difícils de destriar. Avui, la plaça Espanyola, amb la Parròquia de Nostra Senyora dels Desamparats, i el nou Parc de la Torrassa són el cor d'aquest barri, i és on s'articula la festa major a principis de cada estiu.
A la Plaça Espanyola, podem veure la mítica font d'estil modernista. Va ser construïda l'any 1905, tal com s'explica en les dues làpides de pedra que té incrustades. En elles s'explica que, aquell any, diversos propietaris van pagar les obres d'instal·lació i la van cedir gratuïtament a l'Ajuntament, amb l'objectiu de proveir d'aigua als veïns del nou barri de la Torrassa. És de planta octogonal i està constituïda d'un sòcol de granit, on hi ha adossades dues piques, un cos de maó vist amb les aixetes, i un barret de pedra amb una coberta cònica de peces de ceràmica de dos colors, disposades en forma d'escata de peix, des de la qual emergeix una llança de ferro forjat.
Disposa de línies d'autobusos urbans i interurbans i disposa d'una estació de metro de la Línia 1 i de la Línia 9/10 anomenada Torrassa. El barri veurà ampliada les destinacions possibles des d'aquesta estació, ja que s'hi construirà un intercanviador soterrat amb Rodalies Barcelona on es podrà agafar trens tant de la línia de Martorell com de Vilanova.

## Patrimoni
El patrimoni de la Torrassa es abundant perquè és un dels barris antics de l'Hospitalet i conté molts elements patrimonials.
Alguns dels elements són més importants són:
- Castell de Bellvís
- Central Transformadora de la Torrassa
- La sitja de la Torrassa. A les excavacions del 2020 s'han trobat: "un fragment de ceràmica grega del segle iv aC, diversos fragments de ceràmica romana importada d’Itàlia (segles II-I aC) o de les Gàl·lies (s. III dC), així com fragments d’àmfora ibèrica, morters o una base de vidre."[4]